# Sergio Babb
Sergio Babb (Amsterdam, 9 augustus 1982) is een Nederlandse voetballer.
De snelle aanvaller belandde via de amateurclubs Buitenveldert en Achilles '12 in de jeugdopleiding van FC Twente. Uiteindelijk bracht hij het tot twee optredens in de hoofdmacht van de Enschedese club. In 2004 zette hij zijn loopbaan voort bij Eintracht Nordhorn. Na dit Duitse avontuur keerde hij in 2005 naar Nederland terug om voor de amateurs van HSC '21 te gaan spelen. Midden in het seizoen 2007/2008 hield hij het daar voor gezien.
Met ingang van het seizoen 2010-2011 heeft hij zich aangemeld bij zaterdaghoofdklasser DETO uit Vriezenveen.

## Statistieken
| Seizoen | Club      | Competitieduels | Doelpunten |
| ------- | --------- | --------------- | ---------- |
| 2003/04 | FC Twente | 2               | 0          |